# Geraldton-Mount Magnet Road
Die Geraldton-Mount Magnet Road ist eine wichtige Verbindungsstraße im Westen des australischen Bundesstaates Western Australia. Sie verbindet den Brand Highway und den North West Coastal Highway in der Hafenstadt Geraldton mit dem Great Northern Highway in der Bergbaustadt Mount Magnet.

## Verlauf

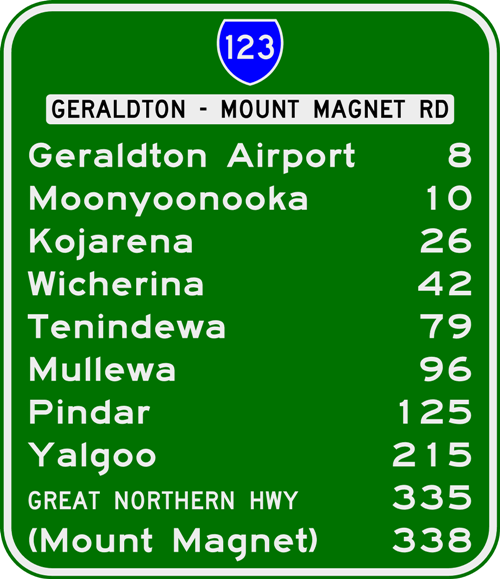
Entfernungen der Orte an der Geraldton-Mount Magnet Road von Geraldton

Die Fernstraße beginnt im östlichen Vorort Utakarra von Geraldton an der Westküste des Landes. Vorbei am Flughafen der Stadt zieht sie nach Ost-Nordosten über die hügeligen Moresby Ranges zur landwirtschaftlich geprägten Stadt Mullewa. Über Yalgoo, wo eine Tankmöglichkeit besteht, führt sie in fast gerader Linie zum Great Northern Highway, auf den sie am südlichen Stadtrand von Mount Magnet trifft und endet.

## Straßenzustand und Bedeutung
Die als Staatsstraße 123 (S123) ausgewiesene Straße ist auf der gesamten Länge zweispurig. Sie ist eine wichtige Verkehrsroute für die schweren Bergbau- und Silo-LKWs, die Bergbauprodukte und Getreide zum Hafen und Bergbauausrüstung nach Mount Magnet transportieren.